# قصر العسكر
قصر العسكر قصر تاريخي وأحد أهم المواقع الأثرية والسياحية في محافظة المجمعة، بـمنطقة الرياض وسط المملكة العربية السعودية. يبلغ عمر القصر نحو 200 عام، وهو مبني على الطراز النجدي القديم. شهد القصر زيارة الملك عبدالعزيز مؤسس الدولة السعودية الثالثة، وزاره عدد من الملوك وأئمة الدولة السعودية الثانية والأمراء وعدد من الرحالة الغربيين. تبلغ مساحة القصر أكثر من 2000 متر مربع، وفي عام 2017 أعيد افتتاحه بعد ترميمه من قبل وزارة السياحة في السعودية.

## نبذة يسيرة عن القصر
قصر العسكر التاريخي أو قصر الإمارة، أحد المعالم التراثية في نجد، وله تاريخ مشيد، وهو مبنى الإمارة آنذاك، ويقع في مدينة المجمعة، في أحد أحيائها القديمة تحديدًا، ويزيد عمره عن 200 عام. وتوالى عليه عدد من الأمراء من أسرة العسكر، وفي قصر العسكر للإمارة مجلس الأمير العام، الذي يلتقي فيه بالمواطنين، ويجتمع فيه مع القضاة ووجهاء البلد وأعيانه، كما تقعد في القصر المحاكمات، ويتقاضى فيه الخصوم. وزار القصر عدد من أئمة الدولة السعودية الثانية والملوك والأمراء والرحالة الأجانب.

## زوار القصر
شرُف قصر العسكر بزيارة الإمام فيصل بن تركي، والإمام عبدالله بن فيصل، والإمام عبدالرحمن بن فيصل، والملك عبدالعزيز، والملك سعود، وأيضا الرحالة جون فيلبي، والمستكشف وليام شكسبير واستقبله الأمير عبدالله العسكر، والرحالة جورج سادلير، وباركلي رونكيير، وزاره في عام 2019 السفير البريطاني سايمون كوليس سفير المملكة المتحدة لدى المملكة العربية السعودية 

## بناء القصر
بُني القصر على هيئة متوازي أضلاع، وتتجاوز مساحة القصر دون الملاحق الخارجية الألفي متر مربع، وهو قصر بديع البناء، حسن الطراز، مبني من طابقين، ويضم في جنباته مجالس كبار. وتحيط بالقصر مرافق شتى منها: بئر، ومنازل الضيافة، وموضع رباط الخيل والجمال، وبجوار القصر دار للسجن. ويحف بقصر الأمير جملة من منازل أسرته وعشيرته (وتسمى هذه المنطقة محلّة الأمراء) ، ويحكى أنه بُني على طراز قصر الإمام تركي بن عبدالله بالرياض. وتقع منازل سكان المنطقة على الجهة الشمالية للقصر، ويحده من الشرق منزل للضيافة، وإلى الغرب يقع بستان وإلى جواره المسجد المعروف بمسجد الأمراء، وسُمّي بهذا الاسم لوقوعه بين بيوت أسرة آل عسكر.
يحد القصر من الشمال منازل بعض المواطنين، ومن الجنوب الغربي شارع عرضه ستة أمتار، ومن الشرق أرض واسعة شُيّد فيها منزل الضيافة ثم أصبح منزلاً لبعض أبناء وأحفاد الأمير إبراهيم، آخرهم إبراهيم بن عبد العزيز العسكر. ويجاور منزل الضيافة إلى الشمال مربط الخيل وعنبر السجن. وفي الغرب يوجد بستان صغير وبئر، وبجوارهما يقع المسجد المعروف بمسجد الإمارة أو مسجد إبراهيم.
وهو مبني بالطين والحجر والجص وجذوع النخيل وفروعها، كما هو الحال في العمارة التقليدية في المنطقة الوسطى. استخدمت الأحجار في أساسات المبنى لأن الطين لا يقاوم السيول ويتآكل بمرور الماء على سطحه. ويستخدم الحجر في الأعمدة وأكتاف المداخل. تميزت مباني المجمعة كغيرها من بلدات المنطقة الوسطى بالتصاق المنازل وبممراتها الضيقة كأحد أساليب الدفاع والحماية بالإضافة إلى استخدام الأخشاب وفوالق النخيل بالأسقف.

## ترميم القصر
بلغت كلفة ترميم وتهيئة القصر من قبل وزارة السياحة 3 ملايين ريال سعودي. في عام 2017، افتتح القصر بعد إعادة الترميم على شرف صاحب السمو الملكي الأمير سلطان بن سلمان بن عبدالعزيز وسمو الأمير عبدالرحمن بن عبدالله بن فيصل بن فرحان آل سعود محافظ المجمعة.

## معرض الصور

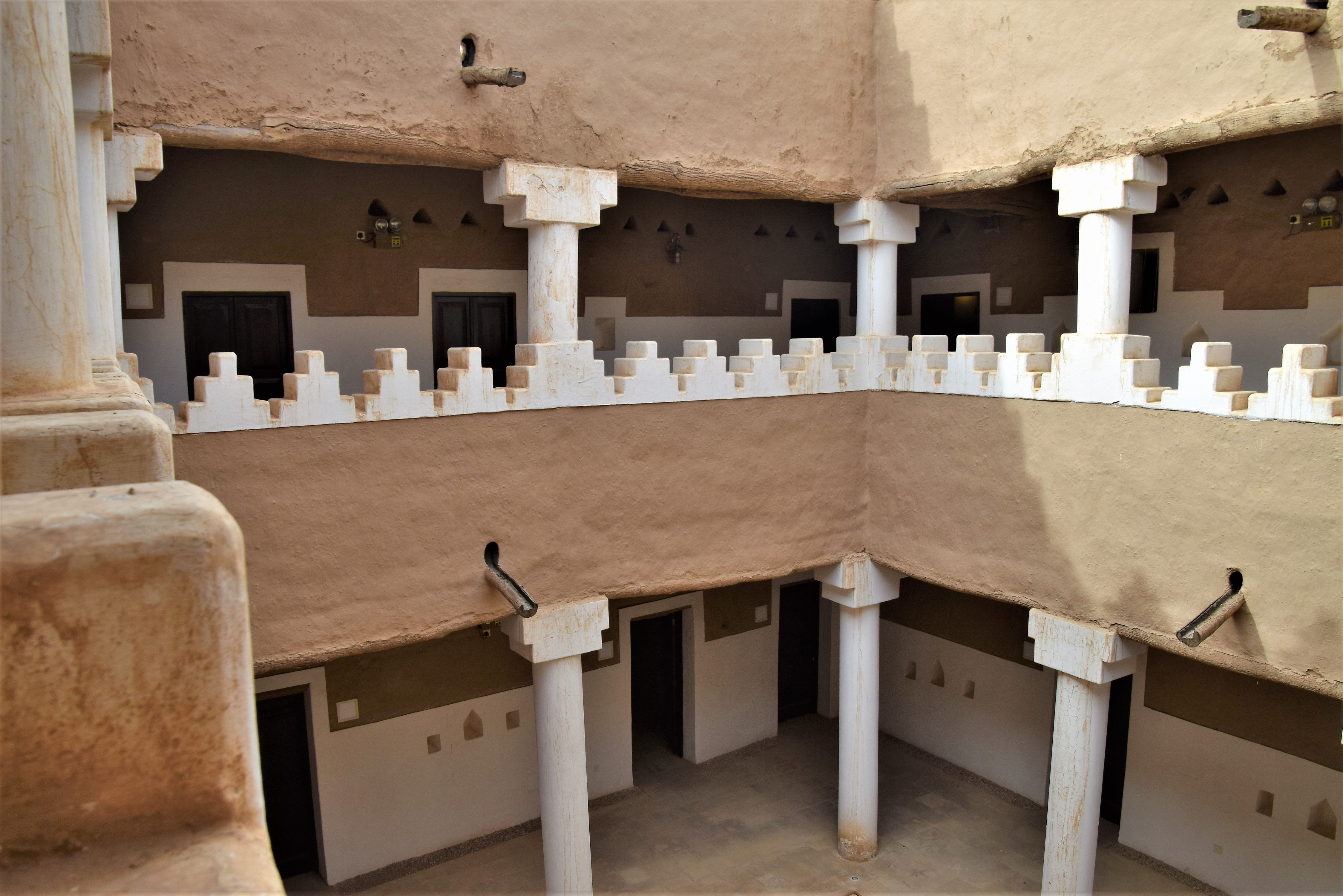
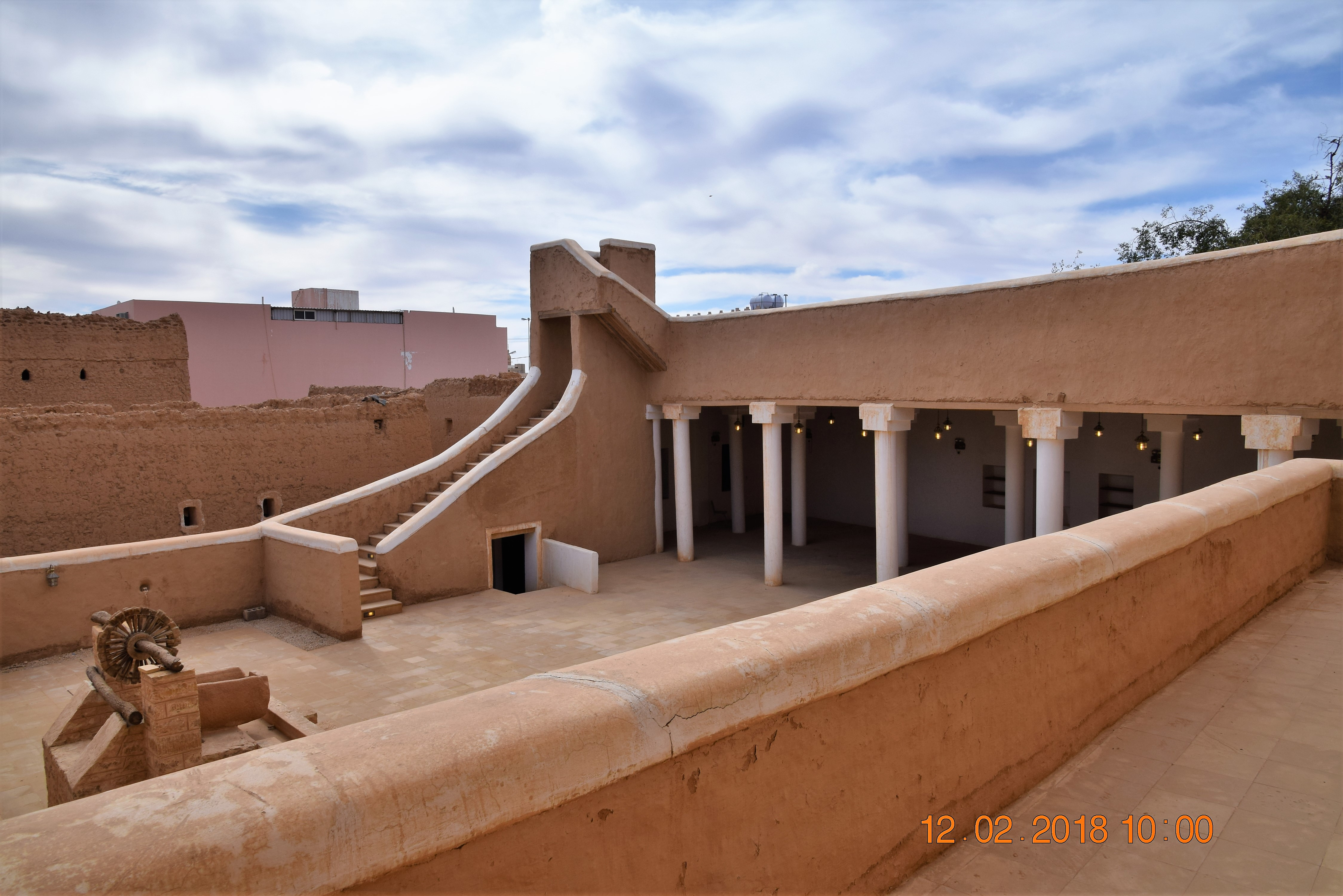
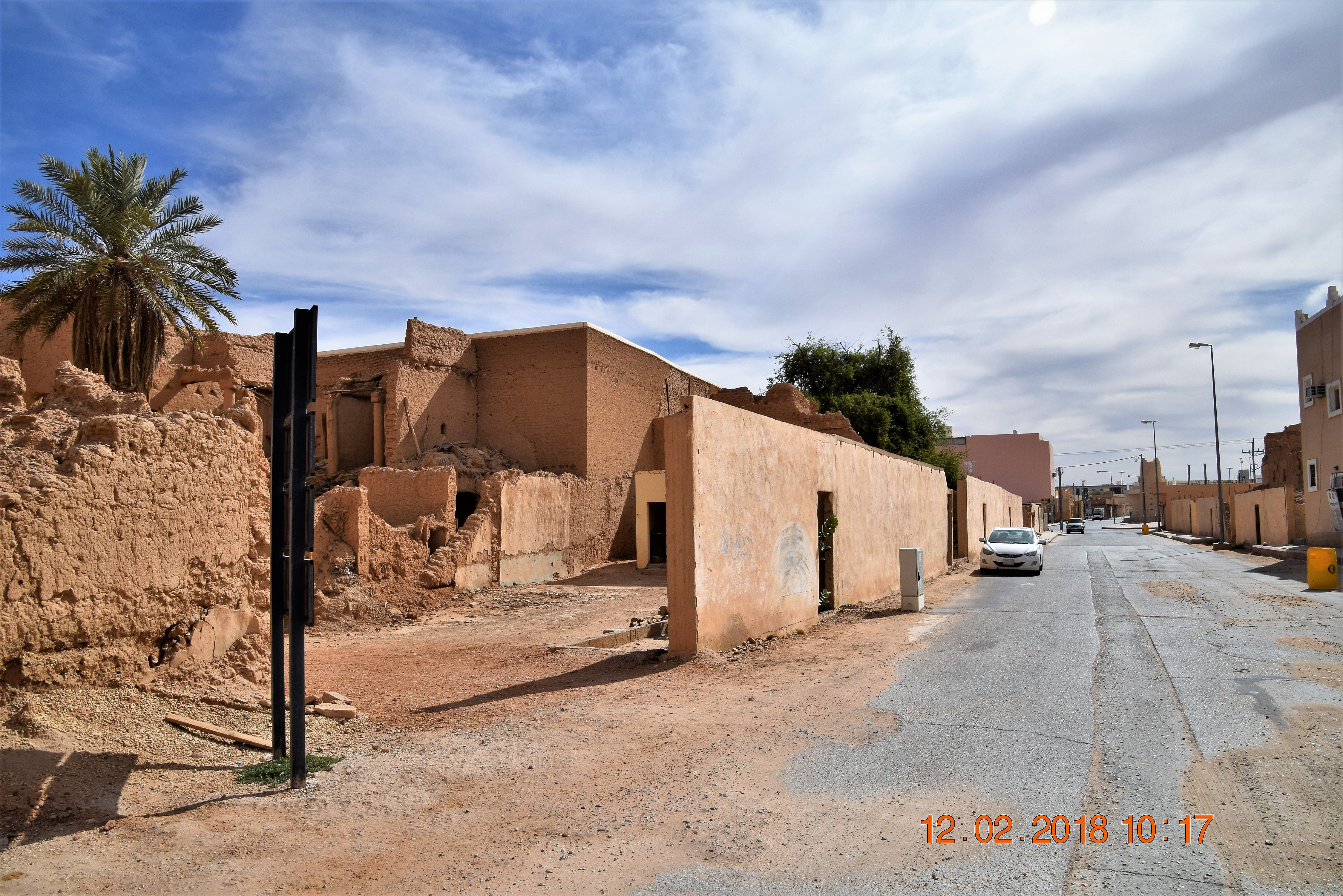